# Farska kruna
Kruna je valuta u upotrebi na Farskim otocima. Krune izdaje Danska Narodna banka i nisu nezavisna valuta. Farska kruna je zapravo danska kruna s prirodnim motivima Farskih Otoka na novčanicama koje se izdaju u apoenima od 50, 100, 200, 500 i 1000 kruna. Kovanice u upotrebi su danske kao i na Grenlandu. 
S obzirom na to da nije nezavisna valuta, nema ni međunarodni kod. Kod danske krune je DKK.

## Vanjske poveznice
- Narodna banka Danske